# Desmia sepulchralis
Desmia sepulchralis là một loài bướm đêm trong họ Crambidae.